# セマダラタマリン
セマダラタマリン（Saguinus fuscicollis）は、オマキザル科タマリン属（マーモセット科セマダラタマリン属とする説もあり）に分類される霊長類。別名キイロアタマタマリン、サドルバックタマリン。

## 分布
ボリビア、ブラジル、コロンビア、エクアドル、ペルー。

## 形態
白い口部や斑模様のある背中を除いた全身が褐色みを帯びており、尾は黒い。頭部の毛色などで亜種間の変異がある。本種を含むLeontocebus亜属には背面に黒と淡黄色の斑模様がある種が多く、和名のセマダラ（背斑）や英名のsaddle-back（鞍掛の意）はこの模様に由来する。

## 分類

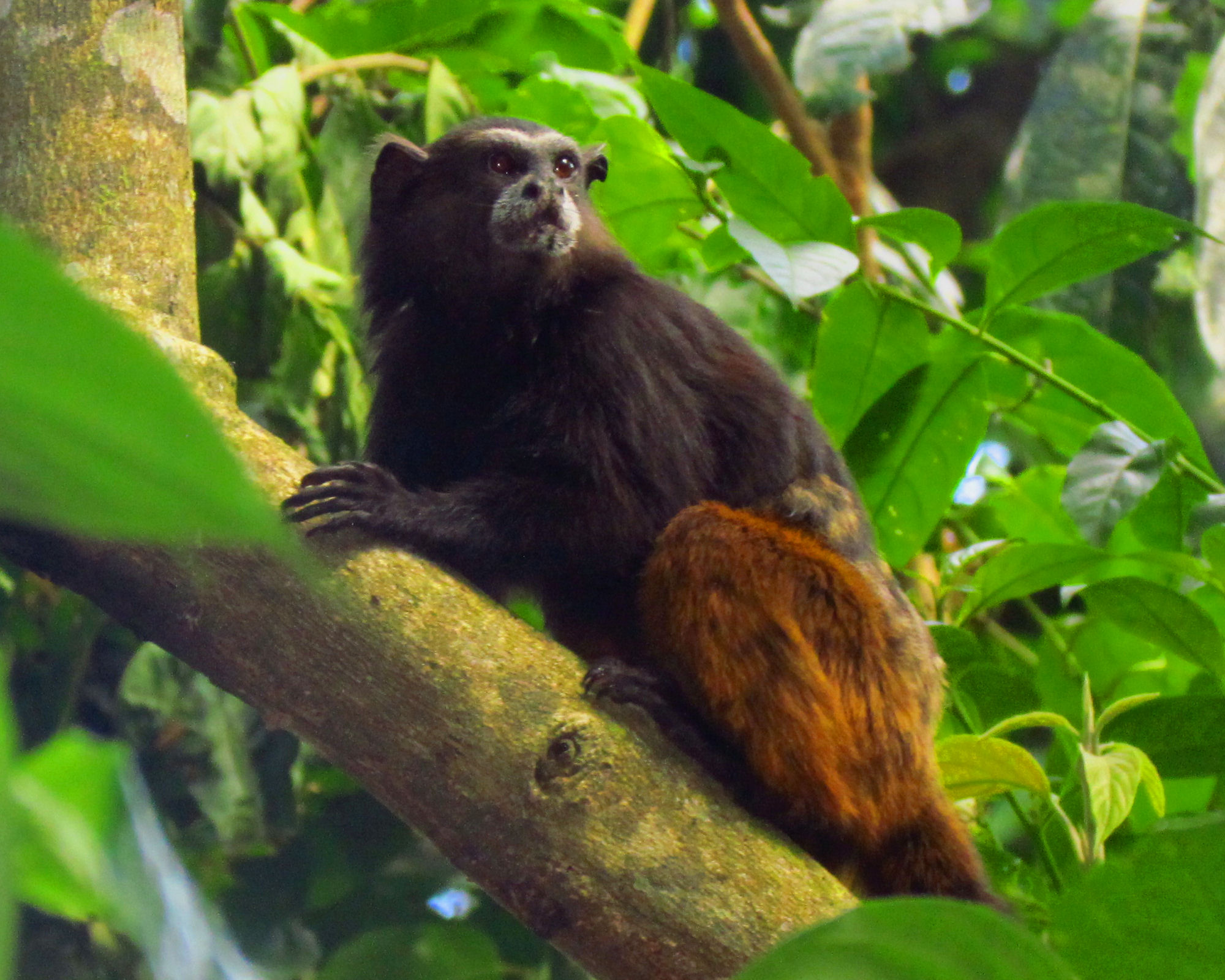
ウェッデルタマリンS. weddelli

クロクビタマリンS. nigricollisの祖先種から種分化したと考えられている。従来タマリン属SaguinusのS. nigricollis groupとされてきたが、この種群をセマダラタマリン属Leontocebusに分類する説も2016年に提唱されている。
種小名fuscicollisは「褐色の頸の」の意。古くはキイロアタマタマリンと呼ばれることもあったが、1970年代以降はセマダラタマリンの和名が定着している。かつては13–14亜種からなる大きなグループと考えられていたが、1988年にゴールデンマントタマリンS. tripartitusが分割されて以降分類の細分化が行われており、2011年にもウェッデルタマリンS. weddelliなどが独立種として分割された。
以下の亜種の分類は、Garbino & Martins-Junior (2018) に従う。英名は、Rylands et al. (2016) に従う。
- Saguinus fuscicollis fuscicollis (Spix, 1823) Spix's saddle-back tamarin
- Saguinus fuscicollis avilapiresi Hershkovitz, 1966 Ávila Pires' saddle-back tamarin
- Saguinus fuscicollis primitivus Hershkovitz, 1977 Hershkovitz's saddle-back tamarin
- Saguinus fuscicollis mura Röhe et al., 2009 Gray-fronted saddle-back tamarin

## 生態
ピグミーマーモセットなどのマーモセット亜科の他種と共に活動し、混群を形成することがある。おもに森林の下層部で生活する。棲み分けを行うことにより、同所的に分布する他種との競合を回避していると考えられている。